# الواق واق (مسلسل)
مسلسل الواق واق هو مسلسل سوري ذو طابع كوميدي عُرض في شهر أيار/مايو من عام 2018، وتدور أحداثه حول غرق سفينة مهترئة هرب فيها عدد من الشخصيات التي لا يمكن أن تجتمع في مكان واحد في محاولة للوصول إلى الولايات المتحدة، ونجوا منها باعجوبة ولجأوا إلى جزيرة مهجورة أسموها (الواق واق). ولكن شاء الله أن يجمعهم جميعا في الجزيرة وينبغي عليهم أن يتكيفوا معًا من أجل البقاء على قيد الحياة، وأن ينتخبوا قائدًا لهم وكأنه رئيس جمهورية الجزيرة. يتم انتخاب أبو دقور رئيسا للجزيرة بحسب مؤامرة بين الدكتور معيط والماريشال عرفان والكابتن طنوس، ولكن ينقلب أبو دقور عليهم ولا يسمع كلامهم ويصدر مراسيم غبية لسكان الجزيرة حتى ينقلبوا عليه، ويتم تشكيل مجلس قيادة جديد من قبل (الماريشال عرفان والكابتن طنوس والدكتور معيط والمحامية سناء والمعارض رشوان). المسلسل من تأليف ممدوح حمادة، ومن إخراج الليث حجو. يذكر أن تم تصوير المسلسل في طبرقة في تونس الخضراء. رغم انتشار المسلسل في الوطن العربي إلا أنه لاقى انتقادات بسبب تشويه صورة الشخصية المتدينة بإظهارها شديدة التعصب ونشر الثقافة الغربية بطريقة ملفتة[بحاجة لمصدر].

## طاقم العمل
- رشيد عساف بدور (الماريشال دبل ركن مجاز مش مح عرفان الرقعي)[4]
- باسم ياخور بدور (كابتن طنوس سيخ البحر)[4]
- جرجس جبارة بدور (الدكتور معيط)[5]
- جمال العلي بدور (الفلاح أبو دقور)
- وائل زيدان بدور (الشيف فارس)
- أحمد الأحمد بدور (الإرهابي وديع المقعبراني)
- محمد حداقي بدور (الرائد صفا الدابول)
- حسين عباس بدور (البحار عبدو غلاصم)
- شادي الصفدي بدور (المعارض رشوان)
- مصطفى المصطفى بدور (المتدين تيسير الكبريتي)
- انس طيارة بدور (الخريج وصاحب الأعمال الحرة ورطان كربجيان)
- طلال الجردي بدور (المترجم والشاعر ولاتو)
- شكران مرتجى بدور (المحامية سناء الزبلطاني)
- رواد عليو بدور (الدكتورة سماهر)
- سوزانا الوز بدور (مغنية الاوبرا رولا)
- مرام علي بدور (المتحررة وخاضعه لاوامر زوجها سوزان)
- نانسي خوري بدور (عالمة الاثار بتول)